# Veyrines-de-Vergt
Veyrines-de-Vergt is een gemeente in het Franse departement Dordogne (regio Nouvelle-Aquitaine) en telt 201 inwoners (2004). De plaats maakt deel uit van het arrondissement Périgueux.

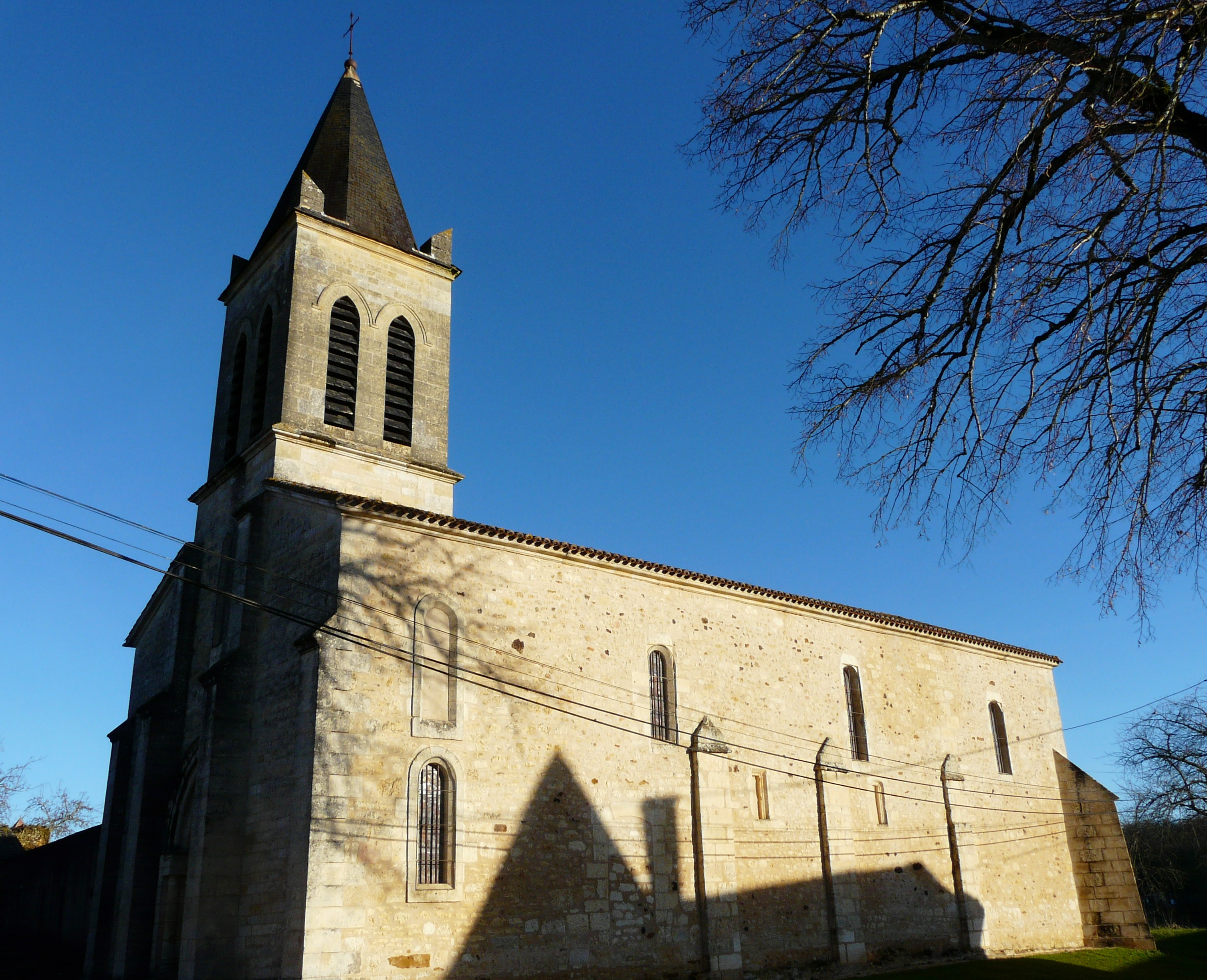
kerk van Veyrines-de-Vergt
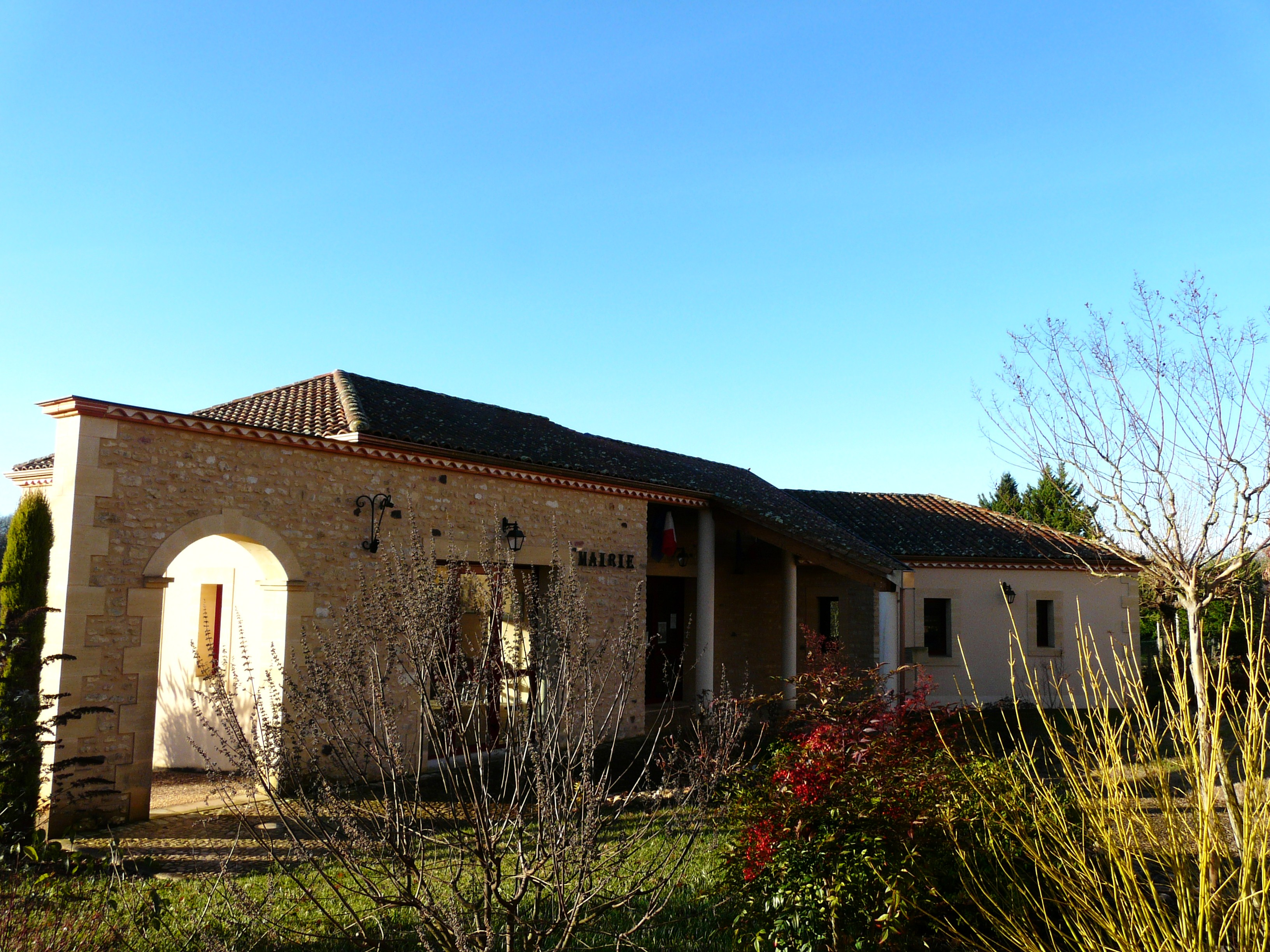
Gemeentehuis
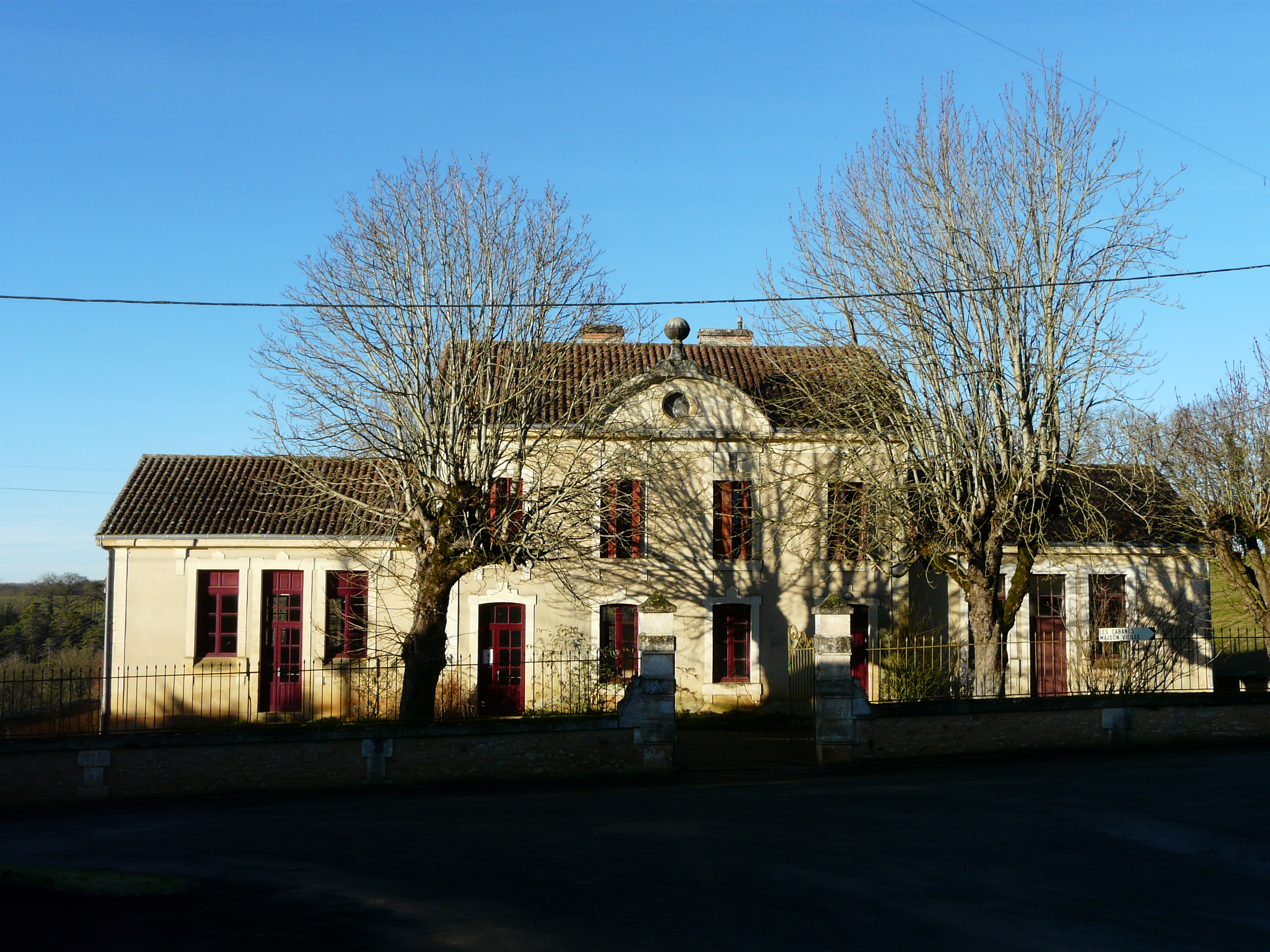
Voormalige school van Veyrines-de-Vergt

## Geografie
De oppervlakte van Veyrines-de-Vergt bedraagt 12,0 km², de bevolkingsdichtheid is 16,8 inwoners per km².
De onderstaande kaart toont de ligging van Veyrines-de-Vergt met de belangrijkste infrastructuur en aangrenzende gemeenten.

## Demografie
Onderstaande figuur toont het verloop van het inwonertal (bron: INSEE-tellingen).